# Sezon 2012/2013 w hokeju na lodzie
Sezon 2012/2013 w hokeju na lodzie to zestawienie rozgrywek reprezentacyjnych oraz klubowych w tej dyscyplinie sportu. W haśle zostały podane podia zawodów mistrzowskich, ligowych, pucharowych oraz turniejów towarzyskich.

## Rozgrywki reprezentacyjne
Najważniejszym turniejem w sezonie będą 77. mistrzostwa świata mężczyzn, które zostaną rozegrane w Sztokholmie i Helsinkach. W turnieju Elity weźmie udział szesnaście najlepszych zespołów na świecie. Tytułu z roku 2012 będzie bronić reprezentacja Rosji. Kobiety o 16. tytuł mistrzyń świata rywalizowały w Ottawie w Kanadzie. Tytułu sprzed roku broniły zawodniczki z Kanady. W turnieju wystąpiło osiem najlepszych drużyn na świecie. Złote medale wywalczyła reprezentacja Stanów Zjednoczonych, która w finale pokonała reprezentantki Kanady 3:2. Brązowe medale wywalczyły Rosjanki, które wygrały z Finkami 2:0.
Z turniejów o randze mistrzowskiej odbędą się mistrzostwa świata juniorów w dwóch kategoriach wiekowych: do lat 20 i do lat 18 oraz mistrzostwa świata juniorek.

### Mistrzostwa świata
| Turniej                     | Miejsce             | Złoto             | Srebro     | Brąz              |
| Mistrzostwa Świata          | Sztokholm, Helsinki | Szwecja           | Szwajcaria | Stany Zjednoczone |
| Mistrzostwa Świata Kobiet   | Ottawa              | Stany Zjednoczone | Kanada     | Rosja             |
| Mistrzostwa Świata U-20     | Ufa                 | USA               | Szwecja    | Rosja             |
| Mistrzostwa Świata U-18     | Soczi               | Kanada            | USA        | Finlania          |
| Mistrzostwa Świata Juniorek | Vierumäki           | USA               | Szwecja    | Kanada            |

W roku przedolimpijskim reprezentacje narodowe mężczyzn, jak i kobiet, które nie zapewniły sobie udziału w turnieju olimpijskim, rywalizowały w turniejach kwalifikacyjnych. Mężczyźni walczyli o trzy wolne miejsca na turniejach w Bietigheim-Bissingen, Rydze i Vojens. Grupę D wygrała reprezentacja Austrii. W grupie E najlepsi byli gospodarze zawodów, Łotysze. W trzeciej grupie F wygrali reprezentanci Słowenii. Kobiety rozegrały dwa turnieje finałowe, których stawką był awans na igrzyska olimpijskie. Zawody rozegrane w słowackim Popradzie wygrały Japonki. Z kolei turniej w niemieckim Weiden wygrały gospodynie i to one wystąpią na igrzyskach w Soczi.

### Kwalifikacje do igrzysk olimpijskich
| Turniej             | Miejsce              | 1. miejsce (AWANS) | 2. miejsce | 3. miejsce |
| ------------------- | -------------------- | ------------------ | ---------- | ---------- |
| Turniej w Niemczech | Bietigheim-Bissingen | Austria            | Niemcy     | Włochy     |
| Turniej na Łotwie   | Ryga                 | Łotwa              | Kazachstan | Francja    |
| Turniej w Danii     | Vojens               | Słowenia           | Białoruś   | Dania      |

Cztery najlepsze drużyny europejskie będą uczestniczyć w czterech turniejach należących do cyklu Euro Hockey Tour: Karjala Cup, Channel One Cup, Oddset Hockey Games oraz Kajotbet Hockey Games.

### Euro Hockey Tour
| Turniej                                 | Miejsce                                 | 1. miejsce | 2. miejsce | 3. miejsce |
| --------------------------------------- | --------------------------------------- | ---------- | ---------- | ---------- |
| Karjala Cup                             | Turku oraz Liberec                      | Czechy     | Finlandia  | Rosja      |
| Channel One Cup                         | Moskwa oraz Helsinki                    | Rosja      | Szwecja    | Finlandia  |
| Oddset Hockey Games                     | Malmö oraz Petersburg                   | Finlandia  | Czechy     | Rosja      |
| Kajotbet Hockey Games                   | Brno oraz Jönköping                     | Szwecja    | Rosja      | Czechy     |
| Klasyfikacja generalna Euro Hockey Tour | Klasyfikacja generalna Euro Hockey Tour | Rosja      | Czechy     | Finlandia  |

## Rozgrywki klubowe
Najważniejsze rozgrywki klubowe - liga National Hockey League rozpoczęła sezon dopiero w styczniu 2013 roku w związku z ogłoszonym lokautem. Zwycięzca Pucharu Stanleya został wyłoniony 24 czerwca 2013 roku. Trofeum zdobyła drużyna Chicago Blackhawks. W walce o to trofeum uczestniczyło 30 drużyn: 23 pochodzących ze Stanów Zjednoczonych oraz 7 z Kanady. Obrońcą tytułu był zespół Los Angeles Kings.
Meczem o Puchar Łokomotiwu (wcześniej i ponownie od 2014 Puchar Otwarcia) piąty sezon w historii we wrześniu 2012 roku rozpoczęła Kontinientalnaja Chokkiejnaja Liga zrzeszająca 20 drużyn rosyjskich oraz po jednej białoruskiej, łotewskiej, kazachskiej i słowackiej. Zdobywcą Pucharu Gagarina w kwietniu 2013 roku okazała się drużyny obrońców tytułu, Dinama Moskwa.
Po raz szesnasty został rozegrany Puchar Kontynentalny. Tytułu bronił francuski zespół Dragons de Rouen, zaś zwycięzcą został ukraiński Donbas Donieck. Po raz trzeci odbył się turniej European Trophy, w którym uczestniczyły najlepsze zespoły z lig szwedzkiej, fińskiej, niemieckiej, czeskiej, austriackiej, szwajcarskiej i słowackiej. Tytułu z poprzedniego roku bronił austriacki EC Red Bull Salzburg, a triumfatorem został szwedzki zespół Luleå. W porównaniu z poprzednią edycją, w turnieju wystąpiło o osiem drużyn więcej, bo 32. W Szwajcarii odbyła się 86. edycja Pucharu Spenglera. Obrońcami tego trofeum był klub HC Davos, którego w tegorocznej edycji pokonał Team Canada.
Po raz 57. polskie drużyny walczyły o mistrzostwo Polski. W obecnej formule rozgrywek o ten tytuł rywalizowało osiem zespołów. Po raz 15. będzie rozgrywany finał Pucharu Polski. Obrońca obu tytułów, Ciarko PBS Bank KH Sanok, nie obronił żadnego. Mistrzem Polski została ComArch Cracovia, a Puchar Polski zdobył JKH GKS Jastrzębie.

### Europejskie puchary
| Rozgrywki            | Nazwa trofeum     | Termin rozgrywek                     | Triumfator     | Finalista                          |
| Puchar Kontynentalny | –                 | 28 września 2012 – 13 stycznia 2013  | Donbas Donieck | Mietałłurg Żłobin (drugie miejsce) |
| European Trophy      | –                 | 31 lipca 2012 – 16 grudnia 2012      | Luleå          | Färjestad                          |
| Puchar Spenglera     | Puchar Spenglera  | 26 grudnia 2012 – 31 grudnia 2012    | Team Canada    | HC Davos                           |
| Puchar Tatrzański    | Puchar Tatrzański | 2012                                 |                |                                    |
| Puchar Europy kobiet | –                 | 5 października 2012 – 24 lutego 2013 | HK Tornado     | MODO Hockey                        |

### Rozgrywki ligowe – pierwszy poziom
| Rozgrywki            | Nazwa trofeum   | Termin rozgrywek                    | Triumfator                   | Finalista                 |
| NHL                  | Puchar Stanleya | 19 stycznia – 24 czerwca 2013       | Chicago Blackhawks           | Boston Bruins             |
| KHL                  | Puchar Gagarina | 4 września 2012 – 17 kwietnia 2013  | Dinamo Moskwa                | Traktor Czelabińsk        |
| SM-liiga             | Kanada-malja    | 13 września 2012 – 24 kwietnia 2013 | Ässät                        | Tappara                   |
| Elitserien           | Puchar Le Mata  | 13 września 2012 – 18 kwietnia 2013 | Skellefteå AIK               | Luleå HF                  |
| Tipsport extraliga   | –               | 14 września 2012 – 21 kwietnia 2013 | HC Škoda Pilzno              | PSG Zlín                  |
| Tipsport extraliga   | –               | 13 września 2012 – 15 kwietnia 2013 | HKm Zvolen                   | HC Koszyce                |
| NLA                  | –               | 13 września 2012 – 16 kwietnia 2013 | SC Bern                      | Fribourg-Gottéron         |
| DEL                  | –               | 14 września 2012 – 21 kwietnia 2013 | Eisbären Berlin              | Kölner Haie               |
| EBEL                 | –               | 7 września 2012 – 5 kwietnia 2013   | EC KAC                       | Vienna Capitals           |
| GET-ligaen           | –               | 13 września 2012 – 14 kwietnia 2013 | Stavanger Oilers             | Vålerenga Oslo            |
| Polska Liga Hokejowa | –               | 7 września 2012 – 29 marca 2013     | ComArch Cracovia             | JKH GKS Jastrzębie        |
| Open Liga            | –               | 5 września 2012 – 1 kwietnia 2013   | Nioman Grodno                | Mietałłurg Żłobin         |
| PHL                  | –               | 11 września 2012 – 25 marca 2013    | Donbas-2 Donieck             | Kompańjon Kijów           |
| Wysszaja Liga        | –               | 8 września 2012 – 23 kwietnia 2013  | Jertys Pawłodar              | Bejbarys Atyrau           |
| Samsung Premjerliga  | –               | 2012 – 25 marca 2013                | SMScredit                    | HK Juniors Ryga           |
| EIHL                 | –               | 8 września 2012 – 7 kwietnia 2013   | Nottingham Panthers          | Belfast Giants            |
| Ligue Magnus         | Puchar Magnusa  | 2012 – 9 kwietnia 2013              | Dragons de Rouen             | Ducs d’Angers             |
| Serie A1             | –               | 20 września 2012 – 30 marca 2013    | AS Asiago Hockey             | HC Valpellice             |
| Superliga            | –               | 21 września 2012 – 19 kwietnia 2013 | SønderjyskE Ishockey         | Frederikshavn White Hawks |
| Narodowa Liga        | –               | 2012 – 6 kwietnia 2013              | HSC Csíkszereda              | SCM Braszów               |
| Eredivisie           | –               | 2012 – 19 marca 2013                | HYS The Hague                | Tilburg Trappers          |
| Eredivisie           | –               | 2012 – 26 marca 2013                | Leuven Chiefs                | White Caps Turnhout       |
| Ekstraliga           | –               | 2012 – 7 marca 2013                 | Dab.Docler                   | Miskolci JJSE             |
| Ekstraliga           | –               | 2012 – 2013                         | Skautafélag Akureyrar        | Björninn                  |
| Meistriliiga         | –               | 2012 – 23 marca 2013                | Tallinn Viiking Sport        | Tartu Kalev-Välk          |
| Ekstraliga           | –               | 2012 – 2013                         | SC Energija                  | Vanvita Wilno             |
| Ekstraliga           | –               | 2012 – 2013                         | KHL Medveščak Zagrzeb        | KHL Mladost Zagrzeb       |
| Ekstraliga           | –               | 2012 – 2013                         | HK Partizan Belgrad          | HK Witez Belgrad          |
| Ekstraliga           | –               | 2012 – 8 kwietnia 2013              | HK Olimpija Ljubljana        | Slavija Ljubljana         |
| Ekstraliga           | –               | 2012 – 2013                         | HK Stari Grad                | HK Alfa Novo Sarajewo     |
| Ekstraliga           | –               | 2012 – 2013                         | Iptamenoi Pagodromoi Athinai | PAOK Thessaloniki HC      |
| Superliga            | –               | 2012 – 2 marca 2013                 | Escor-Auto Abendaño          | CG Puigcerda              |
| Ekstraliga           | –               | 2012 – 2013                         | CSKA Sofia                   | NSA Sofia                 |
| Superliga            | –               | 2012 – 2013                         | Başkent Yıldızları           | İzmir B.B. SK             |
| Ekstraliga           | –               | 2012 – 2013                         | Rishon Devils                | Monfort Maalot            |
| MOL Liga             | –               | 2012 – 22 marca 2013                | Dab.Docler                   | HSC Csíkszereda           |
| AIHL                 | –               | 28 kwietnia 2012 – 2012             | Melbourne Ice                | Newcastle North Stars     |
| Ekstraliga           | –               | 2012                                | Canterbury Red Devils        | Skycity Stampede          |
| Ekstraliga           | –               | 2012 – 2013                         | Ararat Yerevan               |                           |
| Liga Azjatycka       | –               | 8 września 2012 – 2013              | Tohoku Free Blades           | Oji Eagles                |

### Rozgrywki ligowe niższe
| Rozgrywki         | Nazwa trofeum  | Termin rozgrywek                       | Triumfator                  | Finalista              |
| I liga polska     | –              | 22 września 2012 – 24 marca 2013       | Polonia Bytom               | MMKS Podhale Nowy Targ |
| II liga polska    | –              | 22 września 2012 – 6 kwietnia 2013     | KKH Kaszowski Krynica-Zdrój | PTH Poznań             |
| AHL               | Puchar Caldera | 12 października 2012 – 18 czerwca 2013 | Grand Rapids Griffins       | Syracuse Crunch        |
| WHL               | Puchar Bratina | 9 września 2012 – 30 kwietnia 2013     | Toros Nieftiekamsk          | Saryarka Karaganda     |
| National League B | –              | 2012 – 26 marca 2013                   | Lausanne HC                 | EHC Olten              |
| Allsvenskan       | –              | 2012 – 26 marca 2013                   | Leksands IF                 | Södertälje SK          |
| Mestis            | –              | 2012 – 19 marca 2013                   | Jukurit                     | KooKoo                 |
| 1. liga czeska    |                | 2012 – 2013                            | BK Mladá Boleslav           | HC Ołomuniec           |
| 1. liga słowacka  |                | 2012 – 2013                            | HC 46 Bardejov              | HK Dukla Michalovce    |
| 2. Bundesliga     |                | 21 września 2012 – 30 kwietnia 2013    | SC Bietigheim-Bissingen     | SERC Wild Wings        |
| INL               |                | 15 września 2012 – 3 kwietnia 2013     | EHC Bregenzerwald           | HK Slavija Lublana     |

### Puchary krajowe
| Rozgrywki          | Termin rozgrywek                     | Triumfator                 | Finalista                |
| Puchar Polski      | 16 listopada - 29 grudnia 2012       | JKH GKS Jastrzębie         | Ciarko PBS Bank KH Sanok |
| Puchar Niemiec     | 15 września 2012 – 27 lutego 2013    | SC Bietigheim-Bissingen    | Starbulls Rosenheim      |
| Puchar Francji     | 6 października 2012 – 17 lutego 2013 | Diables Rouges de Briançon | Ducs d’Angers            |
| Puchar Włoch       | 12 – 13 stycznia 2013                | HC Valpellice              | HC Alleghe               |
| Puchar Belgii      | 2012 – 2013                          | HYC Herentals              |                          |
| Puchar Białorusi   | 13 sierpnia 2012 – 1 września 2012   | HK Homel                   | Mietałłurg Żłobin        |
| Puchar Kazachstanu | 2012 – 28 sierpnia 2012              | Arłan Kokczetaw            | Bejbarys Atyrau          |

### Rozgrywki juniorskie
| Rozgrywki    | Nazwa trofeum         | Termin rozgrywek                   | Triumfator           | Finalista            |
| OHL          | J. Ross Robertson Cup | 20 września 2012 – 13 maja 2013    | London Knights       | Barrie Colts         |
| WHL          | Ed Chynoweth Cup      | 20 września 2012 – 12 maja 2013    | Portland Winterhawks | Edmonton Oil Kings   |
| LHJMQ        | Coupe du Président    | 20 września 2012 – 10 maja 2013    | Halifax Mooseheads   | Baie-Comeau Drakkar  |
| Memorial Cup | Memorial Cup          | 17 – 26 maja 2013                  | Halifax Mooseheads   | Portland Winterhawks |
| MHL          | Puchar Charłamowa     | 1 września 2012 – 30 kwietnia 2013 | Omskie Jastrieby     | MHK Spartak Moskwa   |